# Dendrohyrax
Dendrohyrax é um gênero placentário da família Procaviidae.

## Espécies
- Dendrohyrax arboreus (A. Smith, 1827)
- Dendrohyrax dorsalis (Fraser, 1855)
- Dendrohyrax validus (Gray, 1868)